# Laima Vaikule
Laima Vaikule (Cēsis, 1954. március 31. –) lett énekesnő, színésznő, rendező, koreográfus.

## Pályakép
Vaikule a lettországi Cēsisben született. Hároméves korában a család Rigába költözött. Laima szerette a zenét és a táncot. 1966-ban, tizenkétévesen egy énekversenyen felfigyeltek rá.
1970-73 között a Vilnius Medical College-on ápolónőnek tanult, miközben egy zenekarral is énekelt. Végül egy helyi együttes énekese lett Rigában. Több éven át éjszakai koncerteken klubokban és éttermekben dolgozott.
Az 1980-as években a Moscow State Institute for Theatrical Arts-on (GITIS), ahol színésznőként és rendezőként szerzett diplomát.
Vaikule a Szovjetunióban 1985-ben lett ismert slágerré lett dalaival. 1986 óta gyümölcsöző együttműködést folytatott Raimonds Pauls a népszerű lett zeneszerzővel és Ilja Reznyik orosz költővel, aki aki befutott slágereinek szövegét írta.
Az 1980-as és 1990-es években Laima Vaikule rendszeres résztvevője volt Európa-szerte nemzetközi zenei versenyeknek és fesztiváloknak. Az 1987-es Bratislavská lýra-n Arany Lírát kapott, vendégénekes és házigazda volt a „Jurmala 92” fesztiválon, részt vett a monacoi „AU music world”-ön.

## Albumok
- 1987: Vernissage
- 1992: Je prie pour toi
- 1993: Laima Tango
- 1993: Ah, Vernissage
- 1994: Adieu, mon bien-aimé
- 1996: Je suis sortie sur la Piccadilly
- 1996: Tout vient et tout s'en va
- 1998: Quartier latin
- 1999: Mirror
- 2000: Meilleures chansons
- 2002: Les noms pour tous les temps
- 2005: Que joue le pianiste?
- 2013: De nouveau à la maison

## Filmek
- Laima Vaikule az IMDb-n

## Díjak
- Zlatá Bratislavská lyra (1987)
- Merited Artist of Latvian SSR (1990)
- World Music Awards (1993)
- Peoples Artist of Latvia (1995)
- Grand Music Award (1996)
- Order of Friendship (2011)
- Certificate of Merit of the President of Latvia (2019)
- Golden Gramophone Award (2019)

## Fordítás
Ez a szócikk részben vagy egészben  a   Laima Vaikule című angol Wikipédia-szócikk ezen változatának fordításán alapul.  Az eredeti cikk szerkesztőit annak laptörténete sorolja fel. Ez a jelzés csupán a megfogalmazás eredetét és a szerzői jogokat jelzi, nem szolgál a cikkben szereplő információk forrásmegjelöléseként.